# Perfekt konkurrens
Perfekt, fullständig eller fullkomlig konkurrens, är en nationalekonomisk modell där ingen aktör ensam kan påverka en varas marknadspris. Rent definitionsmässigt: "You can sell any amount of goods at the prevailing price level".
Perfekt konkurrens innebär att:
- Alla aktörer på marknaden har symmetrisk information, det vill säga vet allt om alla. Till exempel varornas skick och pris.[1]
- Inga transaktionskostnader existerar.
- Marknaden tillåter fri in- och utgång.
- Inga karteller eller annan form av samverkan existerar.
- Alla varor är homogena.
- Inget monopol existerar.
- Inga externa effekter.
- Många säljare och köpare.
- Inga stordriftsfördelar.
- Inga kollektiva varor.

Perfekt konkurrens kräver att varan är homogen. Kunden ska kunna hitta likvärdiga varor, exempelvis jordgubbar, hos många försäljare. Priset på varan regleras inte av en enskild producent eller konsument utan istället är det utbud och efterfrågan som styr försäljningen. På platser som saluhallar och torg där försäljningsställena ligger tätt kan det råda förhållanden som nära approximerar perfekt konkurrens. 
En helt perfekt konkurrens uppnås emellertid aldrig, vilket bland annat beror på marknadsmisslyckanden, förhållanden som gör att prismekanismen inte förmår sätta riktiga priser. En perfekt konkurrens medför paradoxalt nog att det råder en total avsaknad av direkt konkurrens mellan aktörerna. Aktörerna konkurrerar inte med varandra utan anpassar sig bara till de större förändringarna som sker på marknaden. Värdet hos modellen ligger i att den möjliggör beräkningar för faktiska ekonomiska förhållanden, som till exempel hur användningen av resurser ska ske mest effektivt.